# Renato Scionti
Renato Scionti, noto anche con lo pseudonimo di Partigiano “Enrico” (Firenze, 15 settembre 1909 – Bari, 29 luglio 1985), è stato un politico, partigiano e docente italiano, eletto nella IV e V legislatura alla Camera dei deputati.

## Biografia
Figlio di genitori siciliani, la sua formazione culturale nei primi anni fu profondamente influenzata dalla figura paterna. 
Dopo aver trascorso qualche anno della sua infanzia a Firenze, seguì la famiglia a Roma e poi a Milano.
Le difficoltà economiche della famiglia e le sue precocissime esperienze di lavoro non gli impedirono di completare un rigoroso corso di studi presso la Facoltà di Giurisprudenza dell'Università degli studi di Roma, ove nel 1938 conseguì la laurea con il massimo dei voti.
Vincitore nel 1940 del concorso per la cattedra di Storia e filosofia per i Licei Classici, entra in ruolo il 16 ottobre del 1940 prendendo servizio a Como; nel 1948 fu trasferito a Bari dove ha insegnato sino al 1980 presso il Liceo Classico statale "Orazio Flacco".
Di rilievo storico la sua esperienza sociale e politica e di dirigente antifascista. Iscritto al Partito comunista italiano (PCI) a Como nel 1944, fu responsabile politico del Comitato di liberazione nazionale (CLN) di Como e fu rappresentante del CLN nel Comitato di liberazione nazionale Antifascista Italiano (CLNAI) provinciale comasco clandestino, fino alla liberazione della città.
Dopo aver ricoperto ruoli dirigenziali nella federazione comunista di Como, con il trasferimento a Bari l'attività di docente tornò ad intrecciarsi strettamente col lavoro di partito e quella d'animatore politico culturale.
Negli anni '60 fondò la sezione pugliese dell'Associazione ricreativa culturale italiana (ARCI); nell'aprile del 1970 contribuì alla nascita dell'Istituto pugliese per la storia dell'antifascismo e dell'Italia contemporanea (IPSAIC); negli anni '70 la Sezione pugliese dell'Istituto Gramsci, di cui divenne presidente.
Molte delle più importanti battaglie, in terra di Bari e su scala nazionale, per il lavoro, la casa, la scuola, il Mezzogiorno sono legate al suo nome. È stato sin dall'inizio degli anni '50 dirigente della Federazione barese del PCI; dal 1956 al 1971 fu consigliere comunale a Bari e tra il 1959 ed il 1960 fu vice sindaco nella giunta di Giuseppe Papalia. 
Deputato al Parlamento nella IV e V legislatura, dal 1963 al 1972, fu sempre impegnato nella Commissione Pubblica Istruzione. 
Membro del Comitato regionale pugliese del Partito comunista, per molti anni presidente dell'Associazione Italia-URSS di Bari e componente della delegazione italiana nella Conferenza mondiale per il Vietnam (Roma, 22-24 febbraio 1970).
L'attività pubblicistica è stata importante nella sua vita, quasi il corollario di un'intensa vita politica, e si è concentrata su saggi teorici di ambito marxista. Tra i temi culturali che lo hanno visto più attivo nella produzione politico-letteraria hanno assunto, in assoluto, maggiore rilevanza il rapporto tra scolarizzazione di massa e democrazia, la crisi delle ideologie e lo sviluppo della lotta per la pace.
Negli anni successivi la città di Bari ha intitolato una strada in sua memoria.